# Джубили (Marvel Comics)
Джубилейшен Ли (англ. Jubilation Lee), более известная как Джубили (англ. Jubilee) — персонаж комиксов, публикуемых издательством «Marvel Comics». Создана писателем Крис Клермонтом и художником Марк Сильвестри. Является членом Людей Икс.

## Биография

### Детство
Джубилейшен Ли родилась и выросла в Беверли-Хиллз. Её родителями были богатые китайские иммигранты. Естественно, родители отправили дочь в элитную школу, где на спортивных занятиях Джубили показала способности выдающейся гимнастки.
В подростковом возрасте у девушки начали проявляться необычные способности, в виде потоков разноцветных искр. Эти способности приносили Джубили одни неприятности, не умея их хорошо контролировать, она постоянно портила и разрушала свои личные вещи, например, бытовую технику.
Когда девушка рассказала родителям, что она мутант, они, конечно, были не в восторге, но были вынуждены принять это, так как очень любили свою дочь. Со временем и сама девочка привыкла к своим сверхчеловеческим способностям.

### Жизнь на улице
После смерти родителей Джубили отправили в приют в Лос-Анджелесе. Суровая обстановка в детском доме научила девочку защищаться, а строгая дисциплина привила ей неприязнь к властям. За плохое поведение и нарушение правил администрация приюта хотела перевести юную Джубилейшен в более строгое заведение, но девочка сбежала и стала жить одна на улице.
За её внешне циничным поведением скрывался страх — боязнь невозможности кому-либо доверять. Джубили стала зарабатывать, развлекая прохожих своими красочными «фейерверками». Жизнь на улице была опасной, но благодаря природной ловкости, находчивости и ослепительным фейерверкам Джубили без особого труда уходила от своих преследователей.
Один раз преследователями Джубили стали не просто бандиты или голливудские охранники, а охотники на мутантов — Взвод М. Но поблизости оказались четыре девушки из команды Люди-Икс — Псайлок, Ослепительная, Шторм и Шельма, которые спасли юную мутантку.

### Люди-Икс
Джубили пошла вслед за Людьми-Икс в портал, но не отправилась на их базу, а пряталась неподалёку несколько месяцев. Когда Люди-Икс покинули эту базу, там появились Грабители, которые распяли оставшегося Росомаху. Джубили освободила Логана, и после того как они нашли безопасное место, он исцелился.
Несколько следующих месяцев Джубили сопровождала Росомаху в его странствиях по Азии. Они стали очень близки — по словам Логана, Джубили была его единственным настоящим напарником за всю долгую жизнь Росомахи.
Также как и многие мутанты, Джубили попала на остров-тюрьму Дженошу.
Затем Джубили встретилась с профессором Чарльзом Ксавье, основателем команды Люди-Икс, когда их обоих захватили инопланетяне-Ворскруллы. Впоследствии, когда Люди-Икс воссоединились под руководством Ксавье, она будучи лишь тринадцатилетней, стала полноправным членом команды, вместе с Росомахой, Псайлок, Гамбитом и Шельмой войдя в Синюю Команду Людей-Икс.
Во время атаки техноорганической расы, известной как Фаланга, Джубили была захвачена инопланетянами в Комнате Ужасов. Из Комнаты Джубили вызволил Саблезуб. Вместе с Эммой Фрост, Банши и Кридом Джубили занялась освобождением других молодых мутантов. После победы над пришельцами профессор Ксавье решил основать новую школу. Членами новой команды, Поколение Х, стали Джубили, Шелуха, Кожан, М, Чембер, Синх.

### Лос-Анджелес
После того, как Поколение Х распалось, Джубили некоторое время провела в Лос-Анджелесе, пытаясь стать кинозвездой. Разочаровавшись в этой идее, она какое-то время участвовала в деятельности мутантских команд, таких, как Х-Корпус Баньши, а затем вернулась в Лос-Анджелес, где у неё обнаружилась родственница - тётя Хоуп Ли. 
Однако вскоре выяснилось, что тётя Хоуп - бывшая наёмная убийца, решившая порвать с прошлым. Бывшие наниматели Хоуп не желали её отпускать. Последовала схватка, в которую оказались втянуты Джубили, Росомаха и молодой мутант Шейн-Стрелок, и которая закончилась разрушительным взрывом.

### После дня-М
После событий дня-М, когда 99 % мутантов потеряли свои супер-силы, Джубили оказалась одной из них. Но это не остановило девушку, она получила суперкостюм, сделанный по той же технологии, что и костюм Железного человека. Этот костюм даёт своему хозяину сверхчеловеческую силу, способность летать и, конечно, определённую защиту от повреждений.
Вместе с несколькими другими потерявшими сверхспособности мутантами Джубили вошла в команду Новых Воинов в качестве полевого командира и тренера команды. Джубили также была единственной из Новых Воинов, у кого возникли подозрения по поводу истинных мотивов лидера команды, Ночного Бойца. Впоследствии её подозрения подтвердились - Боец тайно использовал команду, чтобы собрать машину времени и попытаться изменить прошлое. После того, как его план провалился, Новые Воины распались. Джубили отправилась в Сан-Франциско, поближе к острову Утопии, где к тому времени собрались почти все уцелевшие мутанты.

### Проклятие мутантов
Вскоре Джубили заражается вирусом вампиризма и становится вампиром, снова получая сверхчеловеческие силы, но на этот раз сверхъестественного происхождения. Но есть надежда для неё, что этот вирус исчезнет, и Джубили будет здорова.

## Силы и способности

### Мутантские
Основная способность Джубили — это генерировать так называемые разноцветные «фейерверки», которые на самом деле являются высокотемпературными плазмоидами. Джубили плохо контролирует свои способности, но было показано, что сила энергетического воздействия может варьироваться от простого излучения, которое только ослепляет противника, до мощных потоков плазмы, которые могут пробивать прочные бетонные стены и металлические конструкции.
Также Джубили обладала способностью прятаться от телепатических сканирований и сопротивляться ментальным воздействиям, таким, например, как гипнотизирующий взгляд Дракулы. Эмма Фрост определила Джубилейшн Ли как мутанта Омега-уровня, превосходящую силы Полярис и Магнето вместе взятых.

### Вампирские
Как и все вампиры во вселенной Марвел, Джубили обладает множеством сверхчеловеческих способностей мистического происхождения: физическая сила, ловкость, реакция и скорость находятся далеко за пределами человеческих возможностей. Также у девушки появилась мощная регенерация, а в перспективе и бессмертие. И дополнительно, Джубили может превращаться в облако тумана, чтобы проходить в запертые помещения через малейшие щели и отверстия, или чтобы пропустить сквозь себя физические атаки врагов.
Но, как у всех вампиров, у Джубили появилось и много слабостей — солнечный свет и серебро подавляют регенерацию, и может даже уничтожить девушку. Кроме того, у неё теперь имеется тяга к крови людей.

### Оборудование
После того как Джубили потеряла свои суперспособности, она получила кибернетический костюм, который даёт ей суперсилу, способность к полёту и неуязвимость.

## Альтернативные версии

### Ultimate Marvel
В Ultimate X-Men # 94 Джубили выступает как член Отряда Альфа и сражается с Людьми Икс.

## В других художественных произведениях

### Мультфильмы
- Джубили на телевидении появилась впервые в 1992 году, в мультсериале «Люди Икс», где была озвучена Элисон Корт. Джубили была главной героиней оригинального мультсериала, и появлялась почти в каждом из эпизодов на протяжении многих сезонов сериала. Она была близка практически со всеми Людьми-Икс. В последней серии (Graduation Day) профессор Ксавье, прощаясь с Х-Менами, сказал, что Джубили олицетворяет будущее.

Она также имела близкие отношения с Росомахой - как и в комиксах, Логан и Джубили вместе пережили множество приключений и не раз спасали друг другу жизнь. 
В последних сериях пятого сезона внешность Джубили изменилась, став ближе к её облику в комиксе "Поколение Х". 
- Она, также как и остальные Икс-мены, появилась в «Spider-Man: The Animated Series» в четвертом и пятом эпизодах во втором сезоне.
- В мультсериале «Люди Икс: Эволюция» Джубили появилась в качестве одного из новых мутантов. Персонажа озвучила Кьяра Занни. Как дань оригинальной внешности персонажа, это воплощение Джубили всегда носит желтую кофту. Её роль была минимальна в этом сериале, она не участвовала в каких-либо фактических боевых действий в шоу. В отличие от других вариантов персонажа, эта Джубили не имела никакой связи с Росомахой и не была сиротой.

### Фильмы
- В 1996 году в телевизионном фильме «Поколение Икс» персонаж Джубили была изображена не американкой азиатского происхождения, а белой американкой, роль исполнила актриса Хизер Мак-Комб. В этом фильме Джубили была главной героиней.
- Джубили появляется во всех трех фильмах о Людях Икс. В первом фильме — «Люди Икс» роль исполнила Катрина Флоренс. В этом фильме Джубили появляется лишь в нескольких сценах в качестве камео — она просто сидит в классных комнатах. Но также существует удалённая сцена разговора Джубили, Китти и Роуг. Во второй и третьей части трилогии — «Люди Икс 2» и «Люди Икс: Последняя битва» соответственно, Джубили играла Киа Вонг. Во второй части Джубили появляется снова в удалённой сцене в музее, где показываются её способности в виде голубых искр на кончиках пальцев. Джубили также входит в число шести похищенных молодых мутантов, которых спасли Шторм и Ночной Змей. Также её можно заметить сидящей в X-Jet, реактивном самолёте Икс-менов. Она также появляется в финальной сцене в классе и коротко беседует с профессором Ксавье. В третьем фильме её роль весьма ограничена, она появляется в первые десять минут фильма: она просто сидит  за партой в классе.

- Джубили появилась в фильме «Люди Икс: Апокалипсис», где её сыграла Лана Кондор. В отличие от предыдущих фильмов здесь Джубили отвели гораздо больше экранного времени, но в основных событиях фильма она не участвует. Является студенткой школы Ксавьера, завязывает дружеские отношения с Циклопом, Джиной Грей и Ночным Змеем. Так же как и в комиксах носит желтый плащ.

### Игры
Джубили появляется в некоторых играх об Икс-менах:
- Она появляется в «Marvel vs. Capcom», в котором она бросает несколько фейерверков на её врагов (озвучена Элисон Корт).
- Она также вспомогательный персонаж—камео в игре «Wolverine» для NES, в котором она даёт Росомахе устройства для дыхания под водой в течение длительного периода времени.
- Джубили представлена как играбельный персонаж в видеоигре «X-Men Legends». Озвучена Даникой Маккеллар.